# Каллистемон сплетённый
Каллисте́мон сплетённый, или Красивотычи́ночник сплетённый, или Краснотычи́ночник сплетённый (лат. Callistēmon viminālis, местное название — англ. Weeping Bottlebrush) — вид рода Каллистемон семейства Миртовые. Обиходное название происходит из-за внешнего вида соцветия, напоминающего ёршик для чистки бутылок.

## Ботаническое описание
Каллистемон сплетённый — вечнозеленое растение, куст либо деревце высотой до 8 м.
Листья узкие, жесткие, кожистые, очередные.
Мелкие цветки собраны на концах ветвей, в плотные цилиндрические соцветия длиной 4—10 см и шириной 3—6 см, причем верхушка колоса заканчивается листоносным побегом. Основную часть цветка составляют многочисленные длинные, красные, торчащие тычинки. В каждом цветке пятидольные чашечка и венчик и нижняя 3-4-гнездная завязь.
Плоды — деревянистые, шаровидные, многосемянные коробочки.

## Распространение и экология
Эндемик юго-востока Австралии. Предпочитает влажные песчаные почвы, берега рек. В тропических странах выращивается как декоративное растение.